# Peter Škantár
Peter Škantár (20 de julho de 1982) é um canoísta de slalom eslovaco, campeão olímpico.

## Carreira
Škantár representou seu país nos Jogos Olímpicos Rio 2016, conquistando a medalha de ouro no prova do slalom C-2, ao lado de seu primo Ladislav Škantár.